# Paul Kipngetich Tanui
Paul Kipngetich Tanui (ur. 22 grudnia 1990 w Nakuru) – kenijski lekkoatleta specjalizujący się w biegach długodystansowych.
Srebrny medalista olimpijski oraz trzykrotny brązowy medalista mistrzostw świata na dystansie 10 000 metrów. Trzykrotnie stawał na najwyższym podium przełajowych mistrzostw świata w klasyfikacji drużynowej – ma w dorobku także jedno srebro zdobyte indywidualnie. Mistrz Kenii w biegu przełajowym na 12 kilometrów (2010).

## Osiągnięcia
| Rok  | Impreza                                   | Miejsce        | Konkurencja           | Lokata     | Wynik    |
| ---- | ----------------------------------------- | -------------- | --------------------- | ---------- | -------- |
| 2009 | Mistrzostwa świata w biegach przełajowych | Amman          | bieg juniorów (8 km)  | 4. miejsce | 23:35    |
| 2009 | Mistrzostwa świata w biegach przełajowych | Amman          | drużyna juniorów      | 1. miejsce |          |
| 2010 | Mistrzostwa świata w biegach przełajowych | Bydgoszcz      | bieg seniorów (12 km) | 8. miejsce | 33:30    |
| 2010 | Mistrzostwa świata w biegach przełajowych | Bydgoszcz      | drużyna seniorów      | 1. miejsce |          |
| 2011 | Mistrzostwa świata w biegach przełajowych | Punta Umbría   | bieg seniorów (12 km) | 2. miejsce | 33:52    |
| 2011 | Mistrzostwa świata w biegach przełajowych | Punta Umbría   | drużyna seniorów      | 1. miejsce |          |
| 2013 | Mistrzostwa świata                        | Moskwa         | bieg na 10 000 m      | 3. miejsce | 27:22,61 |
| 2015 | Mistrzostwa świata                        | Pekin          | bieg na 10 000 m      | 3. miejsce | 27:02,83 |
| 2016 | Igrzyska olimpijskie                      | Rio de Janeiro | bieg na 10 000 m      | 2. miejsce | 27:05,64 |
| 2017 | Mistrzostwa świata                        | Londyn         | bieg na 10 000 m      | 3. miejsce | 26:50,60 |

## Rekordy życiowe
| Konkurencja           | Rezultat | Data           | Miejsce |
| --------------------- | -------- | -------------- | ------- |
| Bieg na 5000 metrów   | 12:58,69 | 4 czerwca 2015 | Rzym    |
| Bieg na 10 000 metrów | 26:49,41 | 30 maja 2014   | Eugene  |